# DAN DAN 마음이 이끌려
〈DAN DAN 마음이 이끌려〉(일본어: DAN DAN 心魅かれてく 단 단 코코로히카레테쿠[*]→점점 마음이 이끌려)는 일본의 밴드 FIELD OF VIEW의 네 번째 싱글로, 1996년 3월 11일 발매되었다. (8cm CD: ZADL-1053) 곡의 작사는 사카이 이즈미, 작곡은 오다 테츠로, 편곡은 하야마 타케시가 맡았다. 이 곡은 동년 후지 TV에서 방송되었던 유명 애니메이션 《드래곤볼 GT》의 주제가로 널리 알려져 있으며, 이 시리즈의 극장용 영화 《드래곤볼: 최강으로 가는 길》의 삽입곡이기도 하다. 또한 드래곤볼 캐릭터를 사용했던 로토제약의 광고에서 사용되기도 했다. 작사가 사카이 이즈미 (ZARD)는 동년 발매한 자신의 정규 앨범 《TODAY IS ANOTHER DAY》에 이 곡을 셀프 커버했으며, 이 때의 편곡자는 이케다 다이스케였다.
B 사이드 곡은 〈Dear old days〉이며, 아사오카 유야가 작사와 작곡을 했고, 토쿠나가 아키히토가 편곡했다.

## 수록곡
| #            | 제목                                                 | 작사          | 작곡          | 편곡              | 재생 시간 |
| ------------ | ---------------------------------------------------- | ------------- | ------------- | ----------------- | --------- |
| 1.           | 〈〈DAN DAN 마음이 이끌려〉〉 (DAN DAN 心魅かれてく) | 사카이 이즈미 | 오다 테츠로   | 하야마 타케시     | 3:35      |
| 2.           | 〈〈Dear old days〉〉                                | 아사오카 유야 | 아사오카 유야 | 토쿠나가 아키히토 | 3:36      |
| 3.           | 〈〈DAN DAN 마음이 이끌려〉〉 (Original Karaoke)     |               |               |                   | 3:32      |
| 총 재생 시간 | 총 재생 시간                                         | 총 재생 시간  | 총 재생 시간  | 총 재생 시간      | 10:43     |